# Catherine Isabella Osborne
Pour les articles homonymes, voir Osborne.
Catherine Isabella Osborne (30 juin 1818 - 21 juin 1880) est une artiste, écrivaine et mécène irlandaise.

## Biographie
Catherine Isabella Osborne naît à Newtown Anner House, près de Clonmel dans le comté de Tipperary, le 30 juin 1818. Deuxième enfant, elle est la seule fille de Sir Thomas Osborne et Catherine Rebecca Osborne (née Smith). Sir Thomas est un important propriétaire terrien du sud du comté de Tipperary et du comté de Waterford. Il est député de Carysfort, comté de Wicklow de 1776 à 1797. Catherine Rebecca Osborne est née en Angleterre, peut-être dans le Kent, et était une femme très religieuse. Son unique frère, William, meurt en mai 1824 à l'âge de 8 ans, ce qui la laisse seule héritière du domaine d'Osborne, son oncle recevant le titre de  baronnet,.
Elle est connue pour garder une maison divertissante, vivante et cultivée, accueillant des artistes tels que Thomas Shotter Boys et Alexandre Calame. Boys expose une peinture qu'il réalise à Newtown Anner en 1865, qui est sa seule aquarelle irlandaise connue. Elle est l'une des premières mécènes de Calame, et on pense qu'elle l'a employé pour donner des conseils sur la peinture à sa fille. Elle s'intéresse à la photographie, William Despard Hemphill lui dédie sa collection de photographies publiées de Clonmel en 1860 après son soutien. Elle est une artiste talentueuse, produisant une série de carnets de croquis de maisons de campagne irlandaises et anglaises qui sont maintenant détenus dans la maison familiale de sa fille à Myrtle Grove, Youghal. Elle édite et publie deux volumes des lettres de sa mère en 1870, Memorials of the life and character of Lady Osborne. Osborne finance la bibliothèque de Knockmahon dans le comté de Waterford.
Elle meurt à Newtown Anner le 21 juin 1880 et est enterrée à l'église de Killaloan dans le caveau familial.

## Famille
Elle rencontre Ralph Bernal à Londres en 1844, à la résidence de Lady Sydney Morgan. Avant le mariage du couple le 20 août 1844, Bernal prend le nom d'Osborne, son nom devenant Ralph Bernal Osborne. Il semble que le mariage n'était pas heureux et il passe une grande partie de son temps à Londres à poursuivre une carrière politique à Westminster. En 1863, elle publie un roman anonyme, False Positions, qui est décrit comme une « attaque à peine déguisée » contre son mari. Elle reste à Newtown Anner pour élever les deux filles du couple, Edith et Grace. Edith épouse Henry Arthur Blake, contre la volonté de ses parents, et prend le nom de Lady Blake. Grace devient la deuxième épouse de William Beauclerk, 10e duc de St Albans.